# ماثيو وود
ماثيو وود (بالإنجليزية: Matthew Wood)‏ (و. 1972 – م) هو ممثل، وممثل أفلام، من الولايات المتحدة الأمريكية، ولد في والنوت كريك، كونترا كوستا، كاليفورنيا.

## وصلات خارجية
- ماثيو وود على موقع IMDb (الإنجليزية)
- ماثيو وود على موقع ألو سيني (الفرنسية)
- ماثيو وود على موقع ميوزك برينز (الإنجليزية)
- ماثيو وود على موقع أول موفي (الإنجليزية)
- ماثيو وود على موقع قاعدة بيانات الأفلام السويدية (السويدية)
- ماثيو وود على موقع قاعدة بيانات الفيلم (الإنجليزية)
- ماثيو وود على موقع كينوبويسك (الروسية)